# Centro Comercial Sentura Zamora
Sentura Zamora es un centro comercial del tipo Fashion Mall ubicado al norte de la ciudad de Zamora de Hidalgo, Michoacán, México, propiedad de la desarrolladora inmobiliaria mexicana FibraShop. La obra inició su construcción el 27 de julio de 2015 a través de la colocación de la primera piedra encabezada por la entonces presidenta municipal de Zamora de Hidalgo, Rosa Hilda Abascal Rodríguez, en conjunto con el Secretario de Desarrollo Económico en Michoacán, Luis Gálvez Antúnez en representación del entonces Gobernador del Estado de Michoacán, Salvador Jara Guerrero, e inició sus operaciones el 14 de septiembre de 2016 con la inauguración de la tienda departamental Liverpool, el cual fue encabezado por el regidor del Fomento Económico del Estado de Michoacán, Martín Trujillo Díaz.
El 31 de mayo de 2024, el centro comercial Sentura Zamora fue adquirida la empresa inmobiliaria mexicana FibraShop por un monto de 500 millones de pesos (29.5 millones de dólares), el cual fue aprobada por la Comisión Federal de Competencia Económica.

## Historia
Sentura Zamora surgió el 27 de julio de 2015 cuando la desarrolladora inmobiliaria mexicana Grupo Link en conjunto con la empresa arquitectónica mexicana AKURAT iniciaron la construcción del complejo comercial en un predio ubicado al norte de la ciudad de Zamora de Hidalgo, Michoacán, México en la Carretera Zamora-La Barca a través de la colocación de la primera piedra, el cual fue encabezada por la entonces presidenta municipal de Zamora de Hidalgo, Rosa Hilda Abascal Rodríguez en conjunto con el Secretario de Desarrollo Económico en Michoacán, Luis Gálvez Antúnez en representación del entonces gobernador del Estado de Michoacán Salvador Jara Guerrero, así como de inversionistas, el Síndico Municipal, Carlos Soto Delgado; la Presidenta del DIF Municipal de Zamora, Laura Ivonne Pantoja Abascal; y el entonces Presidente Municipal Electo de Zamora de Hidalgo, José Carlos Lugo Godínez, el cual se generó una inversión total de más de 800 millones de pesos en los que se generaron un total de 1,400 empleos durante su construcción. La obra inició sus operaciones el 14 de septiembre de 2016 a través de la inauguración e inicio de operaciones de la tienda departamental Liverpool, cuya ceremonia de apertura fue encabezada por el regidor del Fomento Económico del Estado de Michoacán, Martín Trujillo Díaz, el cual la tienda departamental generó un total de 200 empleos directos durante su inicio de operaciones, en el que a partir de allí, el centro comercial Sentura Zamora inició su proceso paulatino de aperturas de tiendas y restaurantes con la inauguración de la primera etapa del complejo comercial, el cual se llevó a cabo el 15 de septiembre de 2016. El 1 de marzo de 2017, como parte del proceso de aperturas del centro comercial Sentura Zamora, inició sus operaciones el complejo de salas de cine de la cadena mexicana Cinépolis.
El 13 de marzo de 2017, se llevó a cabo el evento social Celebremos la Belleza Make up-Land dentro de las instalaciones de la tienda departamental Liverpool Sentura Zamora, cuyo corte de listón inaugural fueron encabezados por los ejecutivos de la sucursal Liverpool Sentura Zamora, en conjunto con la embajadora de la campaña social, Mary Ortiz, cuya campaña de belleza finalizó el 26 de marzo de 2017.
Posteriormente, el 20 de enero de 2018, inició sus operaciones la tienda de ropa femenina de origen colombiano Studio F, esto como parte del proceso de aperturas de tiendas del complejo comercial Sentura Zamora.
El 14 de noviembre de 2018, el centro comercial Sentura Zamora pasó por un proceso de ampliación con la integración y consiguiente inauguración de la tienda departamental Suburbia, cuyo corte de listón inaugural fue encabezado por el subdirector de Expansión y Eficiencia Operativa de Suburbia, Sergio Larios Pérez.
El 31 de mayo de 2024, la empresa inmobiliaria mexicana FibraShop adquirió el inmueble comercial Sentura Zamora por un monto de 500 millones de pesos (29.5 millones de dólares), cuya adquisición del centro comercial fue aprobada por la Comisión Federal de Competencia Económica.
El 31 de octubre de 2024, el DIF Municipal de Zamora en colaboración con Cinépolis Sentura Zamora, llevaron a cabo el programa social Vamos Todos a Cinépolis dentro de las instalaciones de Cinépolis Sentura Zamora, cuyo programa social fue encabezado por la presidenta del DIF Municipal, Rocío Soto Delgado en conjunto con el gerente de Cinépolis Sentura Zamora, Mauricio Rodríguez Briseño, esto con el objetivo de atender las necesidades de la población en situación vulnerable bajo la finalidad de promover en las niñas y niños la cultura y la convivencia familiar, el cual se beneficiaron a más de 300 alumnos de primaria en situación vulnerable.  Posteriormente, el 14 de noviembre del mismo año, se llevó a cabo la segunda edición del evento social Vamos Todos a Cinépolis dentro de las instalaciones de Cinépolis del centro comercial Sentura Zamora como sede definida por el Sistema para el Desarrollo Integral de la Familia Municipal de Zamora, cuyo evento organizado por el DIF Zamora fue encabezado por la presidenta del DIF Municipal de Zamora, Rocío Soto Delgado en conjunto con el gerente de Cinépolis Sentura Zamora, Mauricio Rodríguez Briseño y de la empresa de logística Alianza Zamora y Regionales A.C., cuya segunda edición del evento, el DIF Municipal de Zamora llevó a más de 270 alumnos provenientes de las escuelas primarias Justo Sierra y Miguel Hidalgo del municipio de Zamora de Hidalgo a las instalaciones de Cinépolis del centro comercial Sentura Zamora, con el objetivo de fomentar el  bienestar y el desarrollo integral de las niñas y niños mediante momentos de recreación que contribuyan al bienestar físico y emocional en un ambiente seguro para las niñas y niños de la ciudad de Zamora de Hidalgo.

## Características
Sentura Zamora consta de un centro comercial estilo Fashion Mall  estructurado a una sola planta ubicado al norte de la ciudad de Zamora de Hidalgo, Michoacán, México, por la Carretera Zamora-La Barca, el cual cuenta con una superficie total de 85,000 m2 de construcción, de los cuales 28,519.30 m2 son de área rentable.
Empresarial y comercialmente, el complejo comercial está compuesta por tres tiendas ancla conformadas por dos tiendas departamentales (Liverpool y Suburbia) y un complejo de siete salas de cine de la cadena mexicana Cinépolis y una zapatería Coppel CANADÁ como tienda subancla del complejo comercial. En tanto, sus espacios comerciales restantes la conforman tiendas y boutiques en las divisiones de ropa, calzado, accesorios,  artículos para el hogar, telefonía móvil, cuidado personal, maquillaje, artículos deportivos, joyería, colchones y perfumería, entre otros giros de talla local, estatal, regional, nacional e internacional, así como restaurantes, área de comida rápida y servicios varios como salones de belleza, ópticas, clínica de belleza, sucursales bancarias y cajeros automáticos, entre otros servicios.
Administrativamente, Sentura Zamora es operada y se encuentra bajo propiedad de la empresa inmobiliaria mexicana FibraShop desde el 31 de mayo de 2024.